# Östersunds SK
Östersunds SK, är en svensk skidsportklubb i Östersund som bildades 16 november 1900, som bedriver längdskidåkning. Det finns flera kända namn i klubben som till exempel Anders Södergren. Klubben bedriver mestadels sin träning uppe på Östersunds skidstadion. Östersunds SK verksamhet är omfattande. Verksamheten är fördelad på fyra sektioner - barnskidskolan, ungdomar, Team ÖSK (Junior och Senior) och elit- och vardagsmotionärer från 22 - 72 år.